# Martin Riška
Martin Riška (Žilina, 18 mei 1975) is een voormalig wielrenner uit Slowakije. Hij was vijfmaal Slowaaks nationaal kampioen op de weg: 1996, 2002, 2003, 2004 en 2007. Riška vertegenwoordigde zijn vaderland tweemaal op rij bij de Olympische Zomerspelen: 2000 en 2004. Na zijn actieve loopbaan ging hij aan de slag als wielerploegleider.

## Palmares
1996
 Slowaaks kampioen op de weg, Amateurs
2002
 Slowaaks kampioen op de weg, Elite
2003
 Slowaaks kampioen op de weg, Elite
2004
 Slowaaks kampioen op de weg, Elite
2e etappe Ronde van Slowakije
Eindklassement Ronde van Opper-Oostenrijk
2005
1e etappe Ronde van Slowakije
2006
1e etappe Istrian Spring Trophy
1e etappe Ronde van Griekenland
Eindklassement Ronde van Hongarije
2007
 Slowaaks kampioen op de weg, Elite
1e etappe Ronde van Hongarije
1e en 8e etappe Bałtyk-Karkonosze-Tour

## Teams
- 1999 –  De Nardi-Pasta Montegrappa
- 2001 –  PSK-Remerx
- 2004 –  PSK Whirlpool
- 2005 –  PSK Whirlpool
- 2006 –  PSK Whirlpool Hradec Kralove
- 2007 –  Swiag Pro Cycling Team
- 2008 –  RC Arbo Wels Gourmetfein
- 2009 –  RC Arbo Wels Gourmetfein
- 2010 –  Arbö Gourmetfein Wels
- 2011 –  RC Arbö-Gourmetfein Wels